# Borland Database Engine
Die Borland Database Engine (kurz BDE) ist eine universelle Schnittstelle zum Zugriff auf relationale Datenbanken, die von der Firma Borland für Windows-Systeme entwickelt wurde. Sie bietet Zugang zu Desktop-Datenbanken wie Paradox, dBASE/FoxPro und Microsoft Access; weiterhin sind die SQL Links integriert, die Zugriff auf die meisten relationale Datenbanksysteme, wie DB2, Informix, InterBase, Microsoft SQL Server, Oracle und Sybase nativ erlauben. Beliebige Datenbanken, die einen ODBC-Treiber besitzen, können auch über diesen adressiert werden.
Außer von den Entwicklungsumgebungen Paradox und Visual dBase wurde die BDE auch von Borland Delphi und C++Builder als Abstraktionsschicht zum einheitlichen Zugriff auf verschiedene Datenbanken aus entsprechenden Anwendungen heraus verwendet.

## Unterstützte Datenbank-Formate
Es wird zwischen zwei Zugriffsarten bzw. Treibern unterschieden: Native und ODBC.

### Native-Treiber
Native-Treiber in Version 5.2.0.2:
- Paradox
- IBM DB2
- dBASE
- Microsoft Foxpro
- Informix
- InterBase
- Microsoft Access
- Microsoft SQL Server
- Oracle
- Sybase

### ODBC
Über ODBC sind alle Datenbanken zugreifbar, für die ODBC-Treiber verfügbar und auf dem entsprechenden System installiert sind.

## Aktueller Stand
Die letzte Version der BDE ist die Version 5.2. Die meisten darin enthaltenen Treiber sind mit Version 5.2.0.2 gekennzeichnet und tragen ein Dateidatum vom 10. Mai 2001 (11:00 Uhr). Die BDE wird seit dieser Version nicht mehr weiterentwickelt. Bestehende Projekte können auf andere Datenbankschnittstellen wie z. B. Zeos portiert werden.